# Tzachi Halevy
Tzachi Halevy (sau Tsahi HaLevi; în ebraică צחי הלוי; n. 12 martie 1975, Petah Tikva, Israel) este un actor de film și televiziune, dansator și cântăreț israelian.

## Biografie
Tzachi Halevy s-a născut în Petah Tikva, Israel, într-o familie de evrei sefarzi. Tatăl său era un Sabra (evreu din Israel) la a 8-a generație, în timp ce mama sa este de origine evreiască-marocană. În copilărie, a trăit în multe țări datorită muncii tatălui său în serviciile de inteligență.
Halevy locuiește în Tel Aviv de la sfârșitul anilor 1990. Este divorțat de dansatoarea israeliană Una Holbrook, cu care are un fiu. S-a căsătorit cu prezentatoarea de știri arabo-israeliană Lucy Aharish⁠(d) într-o ceremonie privată la 10 octombrie 2018, după o relație de patru ani pe care a ținut-o secretă din cauza fricii de hărțuire. Căsătoria lor a fost criticată de mulți pentru „ mariajul său mixt cu o femeie arabă”, dar alții i-au felicitat. Aharish i-a născut fiul în martie 2021.

## Cariera muzicală și actoricească

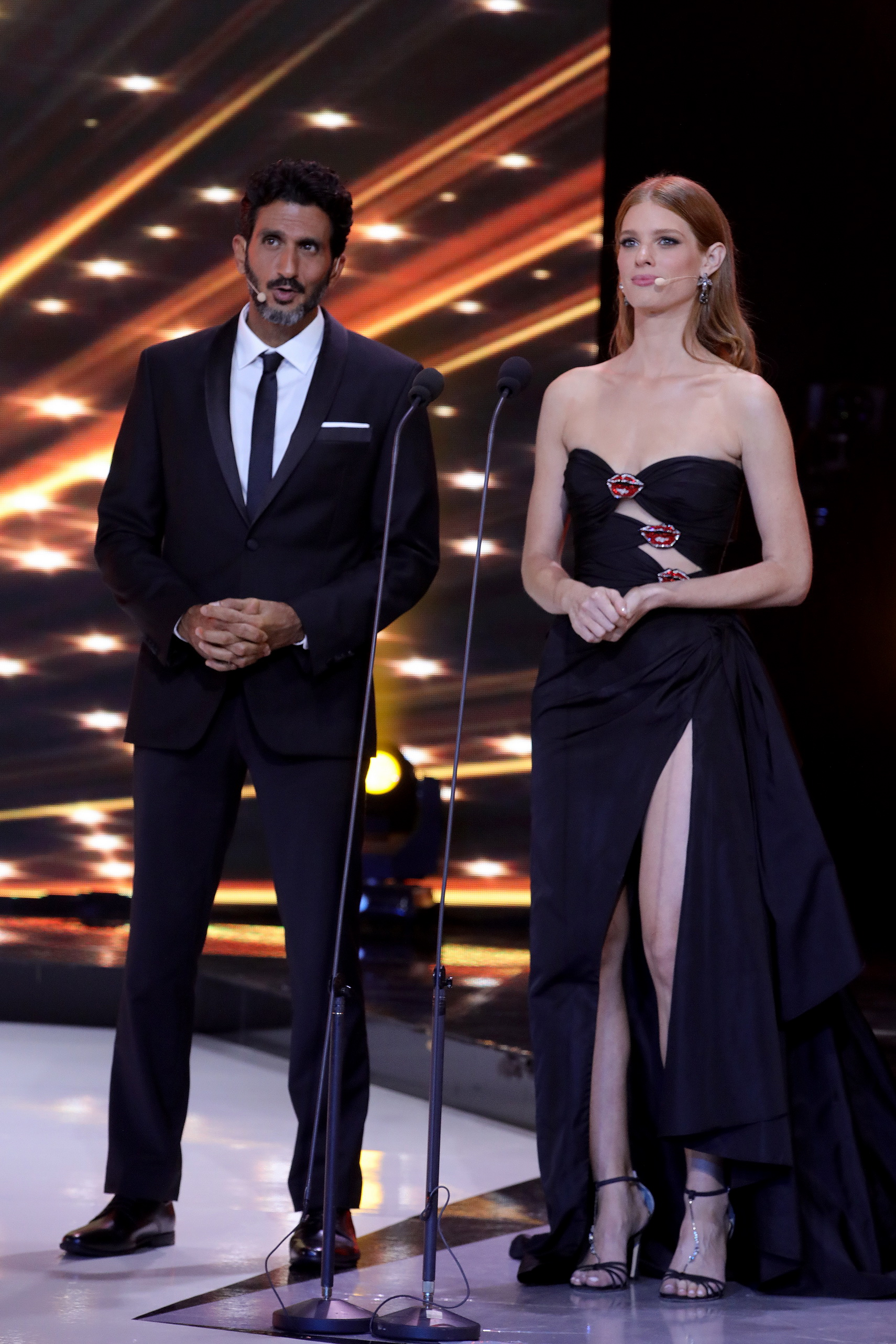
Tzachi Halevy și (dreapta) au găzduit premiile Ophir din 2019

### Muzică
Halevy este membru al trupei Mayumana care combină dansul, cântecul și percuția din 1999.
Talentul lui Halevy a fost descoperit în 2012, când a participat la primul sezon al reality show-ului The Voice Israel avându-l ca mentor pe Shlomi Shabat. A ajuns în finală, dar nu a câștigat. După ce a apărut la The Voice, a început să lucreze la primul său album „Kivvunim” („Direcții”), care a fost lansat în 2012. În 2014, a colaborat cu Idan Raichel⁠(d) și a scris cântecul „Petit Roi” în limba franceză. În 2015, a lansat single-ul „Tamali Ma'aek” (تملي معاك), un cover al unui cântec arab pe care l-a interpretat în timpul filmărilor pentru serialul Fauda.
În decembrie 2020, Tzachi Halevy a câștigat primul sezon al producției israeliene The Masked Singer ca The Rooster. Printre colegii săi concurenți s-a numărat și soția sa, Lucy, care a jucat în rolul lui The Stork.

### Actorie
În 2012 și-a început cariera de actor, apărând în piese la Teatrul Habima și Teatrul Haifa.
În 2013, Halevy a jucat în filmul dramatic Bethlehem⁠(d), câștigător al premiului Ophir pentru cel mai bun film. El l-a interpretat pe „Razi”, un agent Shin Bet, și a câștigat un premiu Ophir pentru cel mai bun actor în rol secundar.
În 2014, l-a interpretat pe „Shlomi Daddon” în serialul de televiziune Hot 3 Metim LeRega, alături de Agam Rudberg⁠(d), Ofer Shechter⁠(d) și Yuval Segal⁠(d). În acel an, a apărut și în serialul Betulot în rolul „Haim Toledano”, alături de Sasson Gabbay și Maggie Azarzar.
În februarie 2015, serialul de televiziune de tip thriller politic Fauda a fost difuzat pentru prima dată pe canalul „yes”. În serial, Halevy îl interpretează pe „Naor”, un membru al unei unități Mista’arvim⁠(d). Mai târziu a apărut în filmul dramatic din 2015 The Kind Words ]n rolul „Ricky”.
În 2016, a jucat un rol minor în serialul dramatic de televiziune  Hostages  de pe Canalul 10 '. În 2017, a apărut în cel de-al doilea sezon al serialului de televiziune de acțiune Mossad 101⁠(d) în rolul lui „Liron Hariri”, capul unei familii din lumea interlopă, și în Full Moon de pe HOT în rolul „Baruch”.
În 2018, Halevy a interpretat rolul lui Efraim în Maria Magdalena, film scris de Helen Edmundson⁠(d) și regizat de Garth Davis.

## Filmografie

### Film
- Bethlehem (2013)
- The Kind Words (2015)
- Damascus Cover (2017)
- Mary Magdalene (2018)
- The Angel (2018)
- All in (2019
- Forgiveness (Mechila) (2019)
- Mossad (2019)
- Laila in Haifa (2020)
- Akelli (2023) (Hindi Film)

### Televiziune
- Metim LeRega (2014)
- Betulot (2014)
- Fauda (2015)
- Mossad 101 (2017)
- Full Moon (2017)
- The Grave (2019)
- The Cops (2023)